# エピネリ・ウルイヴァイティ
エピネリ・ウルイヴァイティ（Epineri Uluiviti、1996年7月7日 - ）は、ジャパンラグビーリーグワン三菱重工相模原ダイナボアーズに所属するラグビー選手。

## プロフィール
- フィジー出身[1]
- ポジションはロック(LO)、フランカー(FL)、ナンバーエイト(No.8)。
- 身長 198 cm、体重 118kg
- ニックネームはエピ
- 日本代表キャップは8。（2025年8月15日現在）

## 略歴
ラトゥカダヴレヴスクールでは、7人制ラグビーU18フィジー代表のキャプテンとして2014年南京ユースオリンピックに出場、銅メダルを獲得した。2016年、ノースランド（ニュージーランドにおけるラグビーユニオンの国内トップリーグに加盟するチーム）に1シーズン所属。

2018年、三菱重工相模原ダイナボアーズに加入。同年9月9日に行われたジャパンラグビートップチャレンジリーグ第1節の釜石シーウェイブス戦に途中出場で公式戦初出場を果たす。

2024年7月、男子セブンズTID(Talent Identification and Development)チームAとして、ジャパンセブンズ2024でプレー。同年9月15日、パシフィックネーションズカップ2024準決勝のサモア代表戦に先発出場、ラグビー日本代表として初キャップを獲得。三菱重工相模原ダイナボアーズから初めての代表キャップ選手となった。